# Wereldkampioenschappen synchroonzwemmen 1975 – Solo vrouwen
De solo vrouwen tijdens de wereldkampioenschappen synchroonzwemmen 1975 vond plaats in Cali, Colombia.
In totaal 64 deelnemers deden mee aan een voorronde met een technische routine. De beste 18 deelnemers deden vervolgens een figur kür, waarbij slechts één deelnemer per land aan deze fase mocht deelnemen. De beste tien deelnemers van de voorronde namen deel aan de kwalificatie, waarnaar de beste zes zich kwalificeerde voor de finale.

## Uitslag
De eerste twaalf solisten, hier aangegeven met groen, gingen door naar de finale.
| Rang   | Naam                   | Land                | Voorronde | Voorronde | Kwalificatie  | Kwalificatie  | Finale        | Finale        |
| Rang   | Naam                   | Land                | Punten    | Rang      | Punten        | Rang          | Punten        | Rang          |
| ------ | ---------------------- | ------------------- | --------- | --------- | ------------- | ------------- | ------------- | ------------- |
| Goud   | Gail Johnson           | Verenigde Staten    | 86,5830   | 1         | 132,5830      | 1             | 133,0830      | 1             |
| Zilver | Sylvie Fortier         | Canada              | 85,3660   | 2         | 130,8660      | 2             | 130,8660      | 2             |
| Brons  | Yasuko Unezaki         | Japan               | 83,6160   | 4         | 126,6160      | 3             | 126,6160      | 3             |
| 4      | Jane Holland           | Verenigd Koninkrijk | 75,8500   | 21        | 113,8500      | 4             | 114,8500      | 4             |
| 5      | Angelike Honsbeek      | Nederland           | 75,3170   | 20        | 113,8170      | 5             | 114,8170      | 5             |
| 6      | Donella Burridge       | Australië           | 74,8330   | 25        | 111,3330      | 6             | 111,8330      | 6             |
| 7      | Roselyne Jaqueneau     | Frankrijk           | 67,5000   | 41        | 103,0000      | 7             | Uitgeschakeld | Uitgeschakeld |
| 8      | Barbo Ansehn           | Zweden              | 68,7670   | 37        | 102,2670      | 8             | Uitgeschakeld | Uitgeschakeld |
| 9      | Esther Meyer           | Zwitserland         | 67,5000   | 42        | 102,2510      | 9             | Uitgeschakeld | Uitgeschakeld |
| 10     | Margarita Escobar      | Colombia            | 61,4170   | 55        | 97,4170       | 10            | Uitgeschakeld | Uitgeschakeld |
| 11     | Susan Baross           | Verenigde Staten    | 84,2330   | 3         | Uitgeschakeld | Uitgeschakeld | Uitgeschakeld | Uitgeschakeld |
| 12     | Amanda Norrish         | Verenigde Staten    | 82,4500   | 5         | Uitgeschakeld | Uitgeschakeld | Uitgeschakeld | Uitgeschakeld |
| 13     | Robin Curren           | Verenigde Staten    | 82,4170   | 6         | Uitgeschakeld | Uitgeschakeld | Uitgeschakeld | Uitgeschakeld |
| 14     | Laura Wilkin           | Canada              | 81,8000   | 7         | Uitgeschakeld | Uitgeschakeld | Uitgeschakeld | Uitgeschakeld |
| 15     | Carol Stuart           | Canada              | 80,6660   | 8         | Uitgeschakeld | Uitgeschakeld | Uitgeschakeld | Uitgeschakeld |
| 16     | Yasuko Fujiwara        | Japan               | 80,6000   | 9         | Uitgeschakeld | Uitgeschakeld | Uitgeschakeld | Uitgeschakeld |
| 17     | Mikuko Fujiwara        | Japan               | 79,5990   | 10        | Uitgeschakeld | Uitgeschakeld | Uitgeschakeld | Uitgeschakeld |
| 18     | Michele Barone         | Verenigde Staten    | 78,7170   | 11        | Uitgeschakeld | Uitgeschakeld | Uitgeschakeld | Uitgeschakeld |
| 19     | Pamela Tryon           | Verenigde Staten    | 78,0670   | 12        | Uitgeschakeld | Uitgeschakeld | Uitgeschakeld | Uitgeschakeld |
| 20     | Mary Ellen Longo       | Verenigde Staten    | 77,8000   | 13        | Uitgeschakeld | Uitgeschakeld | Uitgeschakeld | Uitgeschakeld |
| 21     | Jocelyne Boucher       | Canada              | 77,5170   | 14        | Uitgeschakeld | Uitgeschakeld | Uitgeschakeld | Uitgeschakeld |
| 22     | Kiki Anderson          | Canada              | 77,4500   | 15        | Uitgeschakeld | Uitgeschakeld | Uitgeschakeld | Uitgeschakeld |
| 23     | Masako Fujiwara        | Japan               | 77,1330   | 16        | Uitgeschakeld | Uitgeschakeld | Uitgeschakeld | Uitgeschakeld |
| 24     | Danielle Luzon         | Canada              | 76,6660   | 18        | Uitgeschakeld | Uitgeschakeld | Uitgeschakeld | Uitgeschakeld |
| 25     | Linda Bedard           | Canada              | 75,5830   | 19        | Uitgeschakeld | Uitgeschakeld | Uitgeschakeld | Uitgeschakeld |
| 26     | Jacqueline Cox         | Verenigd Koninkrijk | 77,4510   | 17        | Uitgeschakeld | Uitgeschakeld | Uitgeschakeld | Uitgeschakeld |
| 27     | Marie-Josee Poulin     | Canada              | 74,7340   | 22        | Uitgeschakeld | Uitgeschakeld | Uitgeschakeld | Uitgeschakeld |
| 28     | Josephine Mitchell     | Verenigd Koninkrijk | 74,7170   | 23        | Uitgeschakeld | Uitgeschakeld | Uitgeschakeld | Uitgeschakeld |
| 29     | Junko Sugawara         | Japan               | 74,4000   | 24        | Uitgeschakeld | Uitgeschakeld | Uitgeschakeld | Uitgeschakeld |
| 30     | Yuki Ishii             | Japan               | 73,8000   | 26        | Uitgeschakeld | Uitgeschakeld | Uitgeschakeld | Uitgeschakeld |
| 31     | Judith Verret          | Canada              | 73,7830   | 27        | Uitgeschakeld | Uitgeschakeld | Uitgeschakeld | Uitgeschakeld |
| 32     | Robin Anderson         | Canada              | 73,9330   | 28        | Uitgeschakeld | Uitgeschakeld | Uitgeschakeld | Uitgeschakeld |
| 33     | Linda Shelley          | Verenigde Staten    | 72,2340   | 29        | Uitgeschakeld | Uitgeschakeld | Uitgeschakeld | Uitgeschakeld |
| 34     | Marijke Engelen        | Nederland           | 72,5330   | 30        | Uitgeschakeld | Uitgeschakeld | Uitgeschakeld | Uitgeschakeld |
| 35     | Helma Gluvers          | Nederland           | 70,1330   | 31        | Uitgeschakeld | Uitgeschakeld | Uitgeschakeld | Uitgeschakeld |
| 36     | Anne Russel            | Verenigd Koninkrijk | 70,7000   | 32        | Uitgeschakeld | Uitgeschakeld | Uitgeschakeld | Uitgeschakeld |
| 37     | Doris Davis            | Verenigd Koninkrijk | 69,4990   | 34        | Uitgeschakeld | Uitgeschakeld | Uitgeschakeld | Uitgeschakeld |
| 38     | Linda Horne            | Verenigd Koninkrijk | 69,2000   | 35        | Uitgeschakeld | Uitgeschakeld | Uitgeschakeld | Uitgeschakeld |
| 39     | Lisa Steanes-Cristophe | Australië           | 69,0670   | 36        | Uitgeschakeld | Uitgeschakeld | Uitgeschakeld | Uitgeschakeld |
| 40     | Willie Bolsenbroeck    | Nederland           | 68,2510   | 38        | Uitgeschakeld | Uitgeschakeld | Uitgeschakeld | Uitgeschakeld |
| 41     | Susan Gledhill         | Verenigd Koninkrijk | 68,1840   | 39        | Uitgeschakeld | Uitgeschakeld | Uitgeschakeld | Uitgeschakeld |
| 42     | Ingrid Weurman         | Nederland           | 67,7500   | 40        | Uitgeschakeld | Uitgeschakeld | Uitgeschakeld | Uitgeschakeld |
| 43     | Mette de Jong          | Nederland           | 66,7170   | 43        | Uitgeschakeld | Uitgeschakeld | Uitgeschakeld | Uitgeschakeld |
| 44     | Marie Cervin           | Zweden              | 66,4830   | 44        | Uitgeschakeld | Uitgeschakeld | Uitgeschakeld | Uitgeschakeld |
| 45     | Catrien Eijken         | Nederland           | 65,8160   | 45        | Uitgeschakeld | Uitgeschakeld | Uitgeschakeld | Uitgeschakeld |
| 46     | Anne Purra             | Zweden              | 65,3170   | 46        | Uitgeschakeld | Uitgeschakeld | Uitgeschakeld | Uitgeschakeld |
| 47     | Marie Pons             | Frankrijk           | 65,2830   | 47        | Uitgeschakeld | Uitgeschakeld | Uitgeschakeld | Uitgeschakeld |
| 48     | Vera Verloop           | Nederland           | 64,9500   | 48        | Uitgeschakeld | Uitgeschakeld | Uitgeschakeld | Uitgeschakeld |
| 49     | Renee EK-Gorel         | Zweden              | 64,8830   | 49        | Uitgeschakeld | Uitgeschakeld | Uitgeschakeld | Uitgeschakeld |
| 50     | Christine Moser        | Zwitserland         | 64,2830   | 50        | Uitgeschakeld | Uitgeschakeld | Uitgeschakeld | Uitgeschakeld |
| 51     | Lidia van Veen         | Nederland           | 62,5160   | 51        | Uitgeschakeld | Uitgeschakeld | Uitgeschakeld | Uitgeschakeld |
| 52     | Sylvia Guedel          | Zwitserland         | 62,2170   | 52        | Uitgeschakeld | Uitgeschakeld | Uitgeschakeld | Uitgeschakeld |
| 53     | Wanda Mitchel          | Zwitserland         | 61,7500   | 53        | Uitgeschakeld | Uitgeschakeld | Uitgeschakeld | Uitgeschakeld |
| 54     | Brigitte Baur          | Zwitserland         | 61,4670   | 54        | Uitgeschakeld | Uitgeschakeld | Uitgeschakeld | Uitgeschakeld |
| 55     | Berit Lonn             | Zweden              | 60,1510   | 56        | Uitgeschakeld | Uitgeschakeld | Uitgeschakeld | Uitgeschakeld |
| 56     | Lena Ruthstrom         | Zweden              | 58,5330   | 57        | Uitgeschakeld | Uitgeschakeld | Uitgeschakeld | Uitgeschakeld |
| 57     | Monica Jaramillo       | Colombia            | 56,1000   | 58        | Uitgeschakeld | Uitgeschakeld | Uitgeschakeld | Uitgeschakeld |
| 58     | Margarita Correa       | Colombia            | 55,6830   | 59        | Uitgeschakeld | Uitgeschakeld | Uitgeschakeld | Uitgeschakeld |
| 59     | Martha Aristizabal     | Colombia            | 55,3670   | 60        | Uitgeschakeld | Uitgeschakeld | Uitgeschakeld | Uitgeschakeld |
| 60     | Libia Ferrer           | Colombia            | 53,4670   | 61        | Uitgeschakeld | Uitgeschakeld | Uitgeschakeld | Uitgeschakeld |
| 61     | Giselle Villa          | Colombia            | 51,3000   | 62        | Uitgeschakeld | Uitgeschakeld | Uitgeschakeld | Uitgeschakeld |
| 62     | Elsa Borrero           | Colombia            | 49,3830   | 63        | Uitgeschakeld | Uitgeschakeld | Uitgeschakeld | Uitgeschakeld |
| 63     | Angela Ferrer          | Colombia            | 48,7830   | 64        | Uitgeschakeld | Uitgeschakeld | Uitgeschakeld | Uitgeschakeld |
| 64     | Liliana Aristizabal    | Colombia            | 48,3000   | 65        | Uitgeschakeld | Uitgeschakeld | Uitgeschakeld | Uitgeschakeld |